# Pointe du Lac
Le quartier de la Pointe du Lac est un quartier de la commune française de Créteil. Il s'agit d'un quartier récent dont la mise en chantier date  de 2006.

## Lieux importants
- Stade Dominique-Duvauchelle
- Lac de Créteil

## Transports en commun
Le quartier est desservi par la station de métro Pointe du Lac, terminus de la ligne 8 et 300e station du métro parisien, ouverte le 8 octobre 2011, ainsi que par la ligne de bus RATP 393, une ligne de bus à haut niveau de service.

## Liens
- Créteil
- RATP